# Achille Fould
Achille Fould (Párizs, 1800. november 17. – Tarbes, 1867. október 5.) francia államférfi.

## Élete
Beer Léon Fould fia. Mint a Fould, Oppenheim és társa cég alatt nyitott bankháznak tagja, már Lajos Fülöp idején is befolyásra emelkedett és 1842-től 1848-ig a képviselőháznak volt kormánypárti tagja. 1848-ban III. Napóleon zászlójához csatlakozott és 1849-ben újraválasztották a törvényhozó testületbe. Mint pénzügyi kapacitás csakhamar előtérbe lépett és már 1849. október 31-én elnyerte a pénzügyi tárcát. 1851. október 14-én ugyan leköszönt, de az államcsíny után újra elvállalta ezt a tárcát, melytől azonban a Bourbonok birtokainak lefoglalását ellenző magatartása miatt 1852 januárjában meg kellett válnia. Mint pénzügyminiszter többrendbeli érdemet szerzett, részt vett a Credit Mobilier megalapításában, a levélportó szabályozásában, a földadó méltányosabb elosztásában stb. Napóleon császár, méltatva tehetségeit, nemsokára szenátorrá, majd 1855)-ben államminiszterré és a titkos tanács tagjává tette. Az 1860-iki pénzügyi válság napjaiban Fould lemondott állásairól és emlékiratot terjesztett a császár elé, melyben Franciaország pénzügyét sötét színben ecsetelte és arra kérte a császárt, hogy jövőre a törvényhozó testület hozzájárulása nélkül ne rendeljen el rendkívüli kiadásokat. Napóleon megfogadta tanácsát és 1861. november 14-én megint pénzügyminiszterré tette. Ebben az állásban 1867. január 19-ig bírta a császár bizalmát.